# Calicnemia chaseni
Calicnemia chaseni är en trollsländeart som först beskrevs av Laidlaw in Cmp och Ldl 1928.  Calicnemia chaseni ingår i släktet Calicnemia och familjen flodflicksländor. IUCN kategoriserar arten globalt som livskraftig. Inga underarter finns listade i Catalogue of Life.